# Фахруддин ар-Рази
Фахрудди́н Абу́ Абдулла́х Муха́ммад ибн Ума́р ар-Рази́, известен как Фахруддин ар-Рази (араб. فخرالدین الرازی‎; 1150[…], Рей, Государство Сельджукидов — 1210[…], Герат, Гуридский султанат) — видный представитель ашаритского калама, толкователь Корана, правовед шафиитского мазхаба, шестой муджаддид. 
Был одним из ранних философов, кто высказал гипотезу Мультивселенной. Считал, что Всевышний Бог может создать тысячи других Вселенных, где есть звезды и планеты аналогично нашей .
Служил при дворе гуридских султанов и хорезмшахов. Полемизировал с мутазилитами, ханбалитами, исмаилитами и каррамитами. Ему принадлежит знаменитый незавершённый тафсир «Мафатих аль-гайб», который он написал в ответ на тафсир мутазилита аз-Замахшари.

## Биография
Его полное имя: Абу Абдуллах Мухаммад ибн Умар ибн аль-Хусейн ибн аль-Хасан ибн Али ат-Тайми аль-Бакри ат-Табаристани Фахруддин ар-Рази. Он родился в Рее в 1149 году. Отец Фахруддина ар-Рази был хатибом города Рей отчего его прозвали Ибн аль-Хатиб (сын хатиба). Первоначальное образование в области шафиитского фикха, усуль аль-фикха и калама получил под руководством отца и аль-Камала ас-Симнани. Философским наукам он научился у Мадждуддина аль-Джили.
Ар-Рази много скитался по городам Среднего Востока. Он служил при дворе гуридских султанов и хорезмшахов. Ар-Рази основал Мадраса в Герате и там же он провел последние годы своей жизни.

### Учителя
Его известные шейхи:
- Зияуддин Умар, отец ар-Рази;
- Абу Наср Камалуддин Ахмад бин Зайд ас-Самнани;
- Маджди аль-Джайли;
- ат-Табаси, автор книги «аль-Хаиз фи ильми-р-Рухани»;
- Махмуд ибн Али ибн Хасан аль-Химси;
- Наджмуддин аль-Кубра и другие.

### Ученики
Его известные ученики:
- Ибрахим ибн Али ибн Хамд ас-Салями;
- Абдурахман бин Мухаммад, он же Зайнуддин аль-Каши;
- Шихабуддин ан-Найсабури;
- Аль-Лайси, он из его больших учеников;
- Мухаммад бин Хусейн;
- Таджуддин аль-Армури;
- Судья судей Шамсуддин аль-Хуяйи;
- Ахмад бин Халил бин Саада;
- Афзалуддин аль-Хунджи;
- Шамсуддин аль-Хасрушахи;
- Абдуль-Хамид бин Иса;
- Заки бин Хасан бин Умар аль-Билкани,
- Ибну Анин аш-Шаир Мухаммад бин Насру-д-Дин бин Хасан;
- Шихабуддин ас-Сухраварди;
- Мафзал бин Умар, Асиру-д-Дин аль-Абхари;
- Абу Бакр бин Мухаммад, Шарафуддин аль-Харави;
- Мухаммад бин Ризван;
- Аль-Кутбу Тугани;
- Бадиуддин аль-Бандахи;
- Абу Абдуллах аль-Хусейн аль-Васати;
- Мухаммад бин Махмуд;
- Таджуддин аз-Зузани;
- Мухаммад бин Масъуд Абу Яъля аль-Харави;
- Ибрахим бин Аби Бакр бин Али Асбахани;
- Мухйиддин Кади Марнад;
- Султан Мухаммад бин Султан Хуваризмашах;
- Его сын Мухаммад;
- Его младший сын Мухаммад, который родился после смерти своего брата, старшего сына Рази;
- Зияуддин Хусейн;
- Таджуддин Абдуль-Джаббар аль-Джили.

## Богословская деятельность
Фахруддин ар-Рази был знаменит активностью и резкостью в борьбе со своими идейными противниками и эта борьба составляла значительную часть его деятельности. Он полемизировал с мутазилитами, ханбалитами, исмаилитами. Особенно часто ар-Рази полемизировал с каррамитами, которые обвиняли его в отступничестве от ислама и возможно имели отношение к его смерти. Ар-Рази составил также комментарий к дивану арабского поэта-скептика Абуль-Ала аль-Маарри.

### Философия
Фахруддин ар-Рази расширил круг вопросов, по которым Абуль-Баракат аль-Багдади критиковал восточных перипатетиков и вместе с тем стремился к сближению калама с фальсафа. Ар-Рази выступал против позиции, которой придерживался аль-Газали по отношению к фальсафа. Попытки сблизить калам и фалсафа вызывала активное противодействие со стороны других исламских богословов, из-за чего за ним даже закрепилась репутация вольнодумца. По некоторым сведениям к концу жизни ар-Рази отказался от калама и перешёл в суфизм.

### Толкование Корана
Фахруддину ар-Рази принадлежит знаменитый незавершенный тафсир «Мафатих аль-гайб», который в мусульманском мире считаются несколько отклоняющимся от привычных толкований в сторону рационализма. Этот тафсир считался как бы ответом на тафсир «аль-Кашшаф» мутазилита аз-Замахшари.

## Космология и гипотеза Мультивселенной
Фахруддин ар-Рази был одним из немногих исламских философов, которые признавали существование иных Вселенных, помимо нашей. По его мнению, существование только одной Вселенной несовместимо с Всемогуществом Создателя. В своей книге Ключи от сокровенного философ пишет:
Установлено, что за пределами мира лежит беспредельная пустота, и также установлено, что сила Бога Наивысочайшего превосходит силу всех возможных существ. Поэтому в Его, Наивысочайшего, силе создать тысячу тысяч миров за пределами этого мира, и каждый из этих миров больше и массивнее нашего мира, имея все, что имеет наш мир: … небеса, землю, солнце, луну. Аргументы философов в пользу единственности мира слабы,
хрупкие аргументы, основанные на невнятных предпосылках.
Точка зрения сторонников существования других миров означала радикальный выход за пределы геоцентрической системы мира, ведь в этом случае Земля, хотя она и оставалась центром нашего мира, лишалась выделенного статуса во Вселенной в целом. 
Кроме этого, гипотеза Фахруддин ар-Рази о существование других Вселенных помимо нашей, является одной из ранних высказанных и записанных форм гипотезы Мультивселенной.

## Труды
Опубликованные
- Тафсир «Мафатихуль Гайб»;
- «аль-Махсуль фи усули-ль-Фикх»;
- «аль-Мабахиси-ль-Машрикия»;
- «Махсалю-ль-Афкар»;
- «Асасу-т-Такдис»;
- «Маалиму Усуля-д-Дин»;
- «Лявами-уль-Баян»;
- «Шарх-уль-Ишаарат»;
- «аль-Арбаин фи усули-ль-Фикх»;
- «Исмату-ль-Анбия»;
- «Муназарату Фахру-д-Дин»;
- «Нихаят-уль-Иджаз фи дираяти-ль-Иъджаз»;
- «Иътикадату фиракиль муслимин валь мушрикин»;
- «Манакибу Имами Шафии»;
- «аль-Хамсия фи усулиль Фикх»;
- «Любабуль Ишара».

В виде рукописей
- «аль-Маталибуль Алия»;
- «Аксаму лляззат»;
- «аль-Муляххас филь хикмати валь Мантик»;
- «Шархуль уюн»;
- «Нихаятуль укуль» и множество других.